# Giuseppe Bertello
Giuseppe Bertello (nascut l'1 d'octubre de 1942) és un prelat catòlic i cardenal. Des de l'1 d'octubre de 2011 serveix com a vuitè President de la Comissió Pontifícia per l'Estat de la Ciutat del Vaticà i President del Govern de l'estat de la Ciutat del Vaticà.

## Biografia
Bertello va ser ordenat prevere el 29 de juny de 1966. Tenia una llicenciatura en teologia pastoral i un doctorat en dret canònic. Va estudiar a l'Acadèmia Pontifícia Eclesiàstica, on estudià diplomàcia.

### Servei diplomàtic
Ingressà al servei diplomàtic de la Santa Seu el 1971, i fins al 1973 treballà a la nunciatura al Sudan, que també exercia com a delegació apostòlica per la regió del mar Roig. Entre 1973 i 1976 va ser secretari a la nunciatura de Turquia, esdevenint Capellà de Sa Santedat el 9 de febrer de 1976. va ser secretari de la nunciatura a Veneçuela entre 1976 i 1981, i serví amb rang d'auditor l'oficina de l'Organització de les Nacions Unides a Ginebra entre 1981 i 1987. El 1987 encapçalà la delegació d'observadors de la Santa Seu a la Conferència de Ministres d'Exteriors del Moviment de Països No Alineats celebrada a Pyongyang, Corea del Nord, on va ser el primer prevere catòlic que va poder visitar la petita comunitat catòlica del país, aïllada des de la Guerra de Corea.
El 17 d'octubre de 1987, el Papa Joan Pau II el nomenà arquebisbe titular d'Urbs Salvia i el nomenà nunci apostòlic a Ghana, Togo i Benin. Va ser consagrat bisbe pel cardenal secretari d'Estat Agostino Casaroli, amb els bisbes Albino Mensa i Luigi Bettazzi com a co-consagradors. El 12 de gener de 1991 va ser enviat a Ruanda, on el 1994 va veure la fase més dramàtica de la guerra entre els hutus i els tutsis.
Al març de 1995, Joan Pau II el destinà a les Nacions Unides, ocupant el càrrec d'Observador Permanent de la Santa Seu davant de l'Organització de les Nacions Unides a Ginebra des de 1997. Des d'aquest càrrec, Bertello negocià l'ingrés de la Santa Seu com a observador permanent a l'Organització Mundial de Comerç, sent el primer representant.
El 27 de desembre del 2000 el Papa li confià una nova tasca, la de nunci apostòlic a Mèxic. El 30 de juliol de 2002 va rebre el Papa en arribar a la visita apostòlica que realitzà al país per la canonització de Juan Diego Cuauhtlatoatzin. El 2007, Bertello va ser nomenat pel prestigiós càrrec de nunci apostòlic a Itàlia i San Marino pel Papa Benet XVI.

### Treball curial
El 3 de setembre de 2011, el Papa Benet XVI nomenà l'arquebisbe Bertello President de la Comissió Pontifícia per l'Estat de la Ciutat del Vaticà i President de la Governació de la Ciutat del Vaticà, càrrec que assumí l'1 d'octubre de 2011, el seu 69 aniversari.
El 6 de gener de 2012, el Papa Benet anuncià que l'arquebisbe Bertello i 21 més serien creats cardenals en un consistori a celebrar el 18 de febrer següent. Va ser creat Cardenal diaca de Santi Vito, Modesto e Crescenzia. El 21 d'abril, el cardenal Bertello va ser nomenat, per a l'usual termini quinquennal, membre de la congregació per a l'Evangelització dels Pobles, de la pels Bisbes i del Consell Pontifici per a la Justícia i la Pau.
El 13 d'abril de 2013 va ser nomenat amb un grup de cardenals pel Papa Francesc, exactament un mes després de la seva elecció com a Papa, per aconsellar-lo i per estudiar un pla de revisió de Constitució Apostòlica de la Cúria Romana Pastor Bonus. Els altres cardenals són el xilè Francisco Javier Errázuriz Ossa, l'indi Oswald Gracias, l'alemany Reinhard Marx, el congolès Laurent Monsengwo Pasinya, l'australià George Pell, l'estatunidenc Sean O'Malley i l'hondureny Óscar Andrés Rodríguez Maradiaga. El bisbe Marcello Semeraro actua com a secretari del grup. La primera reunió es programà per l'1 i 3 d'octubre de 2013. Sa Santedat, però, està habitualment en contacte amb els cardenals.

## Honors
Gran Creu de Cavaller de l'orde al Mèrit de la República Italiana – 4 d'octubre de 2008